# Marion Cameron Gray
Marion Gray (26 de marzo de 1902 – 16 de septiembre de 1979) fue una matemática escocesa que descubrió el grafo de 54 vértices y 81 aristas mientras trabajaba en American Telephone & Telegraph. Este grafo se conoce comúnmente como el grafo de Gray.

## Vida y educación tempranas
Marion Gray nació en Ayr, Escocia, el 26 de marzo de 1902, de Marion y James Gray. Asistió al Ayr Grammar School (1907–1913) y a la Academia de Ayr (1913–1919). En 1919 ingresó en la Universidad de Edimburgo, donde se graduó en 1922 con honores de primera clase en matemáticas y filosofía natural. Continuó en la Universidad por dos años más como estudiante posdoctoral en matemáticas, donde fue supervisada por E. T. Whittaker . Se unió a la Sociedad Matemática de Edimburgo.donde presentó varios de sus artículos, incluidos "La ecuación de la telegrafía" y "La ecuación de la conducción del calor". Fue elegida para el Comité de la Sociedad en noviembre de 1923 y continuó como miembro a lo largo de su carrera.
En 1924 viajó a los Estados Unidos con la ayuda de una beca para graduados británicos y una beca Carnegie para asistir a Bryn Mawr College , Pennsylvania, donde obtuvo un doctorado bajo la supervisión de Anna Johnson Pell Wheeler . Su tema de investigación fue "Un problema de valor de límite de ecuaciones diferenciales auto-adjuntas ordinarias con singularidades". 
Después de recibir su doctorado, Gray regresó a Edimburgo para tomar un puesto de asistente de universidad en filosofía natural en la Universidad de Edimburgo. Ocupó el cargo durante un año antes de ir a Londres, donde fue asistente de matemáticas en el Imperial College durante tres años.

## El empleo y el Grafo de Gray

El Grafo de Gray, construido a partir de una cuadrícula 3d.

En 1930 fue nombrada para el puesto de ingeniera asistente en el Departamento de Desarrollo e Investigación de la American Telephone and Telegraph Company en Nueva York. Mientras trabajaba allí, descubrió un inusual grafo semisimétrico cúbico, un grafo con 54 vértices, que representa los 27 puntos y 27 líneas en una cuadrícula tridimensional de 3 × 3 × 3, con un borde para cada par de un puntos y una línea que los une entre sí. Aquí, "cúbico" significa que cada vértice es el punto final de tres bordes, y "semi-simétrico" significa que cada dos bordes son simétricos entre sí, pero lo mismo no es cierto para los vértices. Este grafo es el grafo semisimétrico cúbico más pequeña posible. Pensando que era un descubrimiento teórico sin aplicación práctica, Gray no publicó sus hallazgos. Treinta y seis años después, IZ Bouwer redescubrió y describió el grafo y explicó cómo podía responder preguntas sobre tipos de simetría. El gráfico se conoce comúnmente como el Gráfico de Gray.
En 1934, Gray se unió a Bell Telephone Laboratories y permaneció con la compañía por otros 30 años hasta su jubilación.
Además de sus propios artículos de investigación, Gray compiló muchas revisiones de publicaciones sobre física matemática y formó parte del comité relacionado con el gobierno de EE. UU. que elaboró el Manual de funciones matemáticas . Fue miembro activo de varias sociedades matemáticas profesionales a lo largo de su carrera.
Gray era conocida por el apoyo que brindaba a sus colegas jóvenes. Uno escribió sobre la época en que trabajaba en los Laboratorios Bell en 1957: "En [mi cálculo], recibí ayuda de una viejecita, Marion Gray, una de las mejores matemáticas de Bell en ese momento".

## Vida posterior
Después de su retiro en 1967, Gray regresó a Edimburgo, donde murió en 1979, con 77 años.

## Reconocimiento
Gray se incluyó en la exhibición de la Biblioteca Nacional de Escocia "Celebrando a las mujeres de ciencia escocesas", que se realizó del 1 de marzo al 30 de abril de 2013.